# 최명희 (축구 선수)
최명희(1990년 9월 4일 ~ )는 대한민국의 축구 선수이다. 포지션은 미드필더이며 현재 창원시청 축구단 소속이다.

## 클럽 경력
최명희는 2013시즌을 앞두고 내셔널리그의 창원시청 축구단에 입단했다. 2013시즌을 마친 후 현역병으로 군 복무를 했다.
군에서 제대 후 2016년 다시 창원시청으로 복귀했다.
2018시즌을 앞두고 K리그2의 안산 그리너스로 이적했다. 2018년 6월 9일 열린 광주 FC와의 경기에서 K리그 데뷔골을 기록했다.
2022시즌을 앞두고 창원시청 축구단에 입단했다.